# Двозуби врчоноша
Двозуби врчоноша (лат. Nepenthes bicalcarata) је вишегодишња инсективорна биљка. Ендемит је северозапдног Борнеа и мирмекофитан је, због мутуалистичких односа са Camponotus schmitzi.
Специфични епитет bicalcarata је женски облик придева bicalcaratus који на латинском значи „са две кљове“.